# Бегълци с късмет
„Бегълци с късмет“ (на английски: Lucky Break) е британски комедиен филм от 2001 г. на режисьора Питър Катанео, с участието на Джеймс Несбит.